# سفارت آلمان در تهران

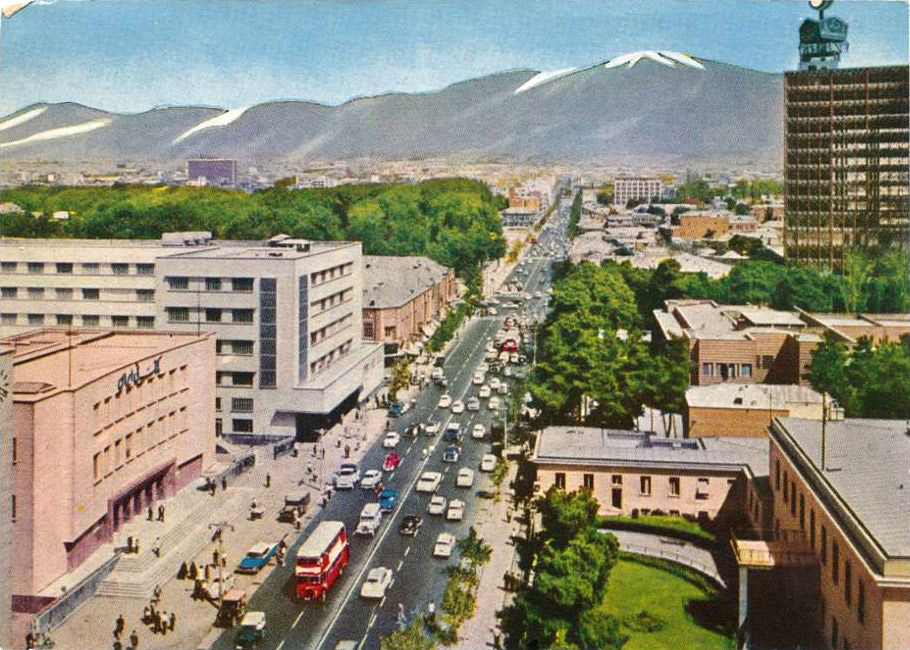
سفارت آلمان در خیابان فردوسی تهران سال ۱۹۶۲ اولین ساختمان در سمت راست تصویر

سفارت آلمان در تهران (به آلمانی: Deutsche Botschaft Teheran)، سفارت رسمی دولت جمهوری فدرال آلمان در کشور ایران است و روابط دو جانبه ایران و آلمان را پیگیری می‌کند.
در ۱۵ آبان ۱۳۹۸ سفارت آلمان تصمیم بر این داشت که بخش حقوقی و کنسولی را به مکان جدید منتقل کند.

## پیشینه
در ۱۱ ژوئن ۱۸۷۳، پیمان‌نامه‌ای برای دوستی و کشتی‌رانی میان امپراتوری آلمان و ایران نوشته شد. در این پیمان‌نامه، ایجاد نمایندگی دائم در دو کشور، اشاره شده بود. ۱۱ سال پس از نوشتن این پیمان‌نامه، در ۲۰ اکتبر ۱۸۸۴ نخستین نمایندگی آلمان در دربار ناصرالدین‌شاه بنیانگذاری گردید و ارنست فون براونشوایگ به‌عنوان نماینده ویژه آلمان، وارد پادشاهی ایران گردید.
در سال‌های ۲۰۲۲ و ۲۰۲۳، سفارت آلمان پس از توجه چند رسانه آلمانی به کامنت‌های «التماس‌گانه» جوانان ایرانی برای دریافت وقت بررسی ویزا، تغییراتی در وبگاه، شبکه‌های اجتماعی و روندهای ثبت کامنت داد. در همین سال‌ها، گزارشی از «بازار سیاه وقت‌دهی سفارتخانه‌های اروپایی در تهران با گردش مالی هزاران میلیارد تومانی» در کیهان لندن منتشر شد. این گزارش به ناتوانی وبسایت سفارت در برابر دلالانی که از ربات برای گرفتن نوبت‌ها استفاده می‌کنند، پرده برداشت و نوشت کسانی با ربات، نوبت‌های سفارت آلمان را می‌گیرند و آن را می‌فروشند. در ادامه اعلام کرده بود که: «قیمت فروش وقت سفارت آلمان و ایتالیا از ۵ تا ۳۰ میلیون تومان است».
در مارس ۲۰۲۴، در سفارت، توسط کسانی مورد شعارنویسی و رنگ‌پاشی قرار گرفت.

## نشانی سفارت
تهران، خیابان فردوسی، شماره ۳۲۴–۳۲۰